# Union démocrate magyare de Roumanie
L’Union démocrate magyare de Roumanie (en roumain : Uniunea Democrată Maghiară din România, abrégé en UDMR et en hongrois : Romániai Magyar Demokrata Szövetség, abrégé en RMDSZ) est un parti politique ethnique représentant, comme son nom l'indique, les Hongrois de Roumanie. L'UDMR est membre du Parti populaire européen depuis mars 1998.

## Histoire
L'Union démocrate magyare de Roumanie a été fondée le 25 décembre 1989, au moment de la chute du régime communiste de Nicolae Ceaușescu. Depuis les premières élections démocratiques en 1990, elle a obtenu à chaque scrutin une vingtaine de sièges à la Chambre des députés et une dizaine au Sénat.
À l'instar de son homologue le Mouvement des droits et des libertés de la minorité turque de Bulgarie, l'UDMR est considérée comme l'ennemi numéro un par l'extrême droite nationaliste roumaine (Parti de l'unité nationale roumaine, Parti de la Grande Roumanie, Parti Roumanie unie) qui l'accuse notamment d'attitude revancharde quant aux conséquences du traité de Trianon, voire d'irrédentisme pan-hungariste, autrement dit de vouloir rattacher à la Hongrie des territoires roumains peuplés en majorité de Hongrois (102 000 km2). L'irrédentisme ne fait pourtant pas partie du projet politique de l'UDMR, davantage orientée vers la reconnaissance des droits civiques et linguistiques et l'autonomie culturelle du Pays sicule, telle qu'elle existait avant l'arrivée au pouvoir de Nicolae Ceaușescu[réf. nécessaire].
Parti défendant les intérêts d'une minorité ethnique et ayant donc vocation à participer au pouvoir dans cette perspective, l'UDMR a à de nombreuses reprises intégré des gouvernements, de droite comme de gauche.

## Doctrine
Le parti est considéré comme le représentant de la communauté hongroise de Roumanie, car il est la plus grande force politique des Hongrois en Roumanie. Il se déclare représentant des intérêts des Sicules.
L'UDMR soutient l'utilisation de la langue maternelle dans la vie politique, le développement d'un système scolaire hongrois et l'autonomie locale sur une base ethnique. L’autonomie culturelle est fortement soutenue par les chefs successifs du parti, de même que l’autonomie du pays sicule.
Dans les points principaux du programme du parti figure aussi la nécessité d'intégrer la Roumanie dans la construction européenne et de consolider l'économie de marché.

## Dirigeants

### Présidents
| Nom | Nom                      | Mandat      | Remarque                                |
| --- | ------------------------ | ----------- | --------------------------------------- |
|     | Géza Domokos (1928-2007) | 1990 - 1993 |                                         |
|     | Béla Markó (1951- )      | 1993 - 2011 | Vice-Premier ministre 2009 - 2012       |
|     | Hunor Kelemen (1967- )   | 2011 -      | Ministre de la Culture 2009 - 2012 2014 |

## Résultats électoraux

### Élections parlementaires
| Année | Chambre des députés | Chambre des députés | Chambre des députés | Sénat | Sénat    | Gouvernement                                                                                   |
| Année | Voix                | %                   | Mandats             | %     | Mandats  | Gouvernement                                                                                   |
| ----- | ------------------- | ------------------- | ------------------- | ----- | -------- | ---------------------------------------------------------------------------------------------- |
| 1990  | 991 601             | 7,2                 | 29 / 396            | 7,2   | 11 / 119 | Opposition                                                                                     |
| 1992  | 811 290             | 7,5                 | 27 / 341            | 7,6   | 11 / 143 | Opposition                                                                                     |
| 1996  | 812 628             | 6,6                 | 25 / 343            | 6,8   | 11 / 143 | Ciorbea (1996-1998), Vasile (1998-1999), Isărescu (1999-2000)                                  |
| 2000  | 736 863             | 6,8                 | 26 / 345            | 6,9   | 12 / 140 | Soutient externe                                                                               |
| 2004  | 628 125             | 6,2                 | 22 / 332            | 6,2   | 10 / 137 | Popescu-Tăriceanu (2004-2008)                                                                  |
| 2008  | 425 008             | 6,2                 | 22 / 334            | 6,4   | 10 / 147 | Opposition (2008-2009), Boc II (2009-2012), Ungureanu (2012), opposition (2012)                |
| 2012  | 380 656             | 5,2                 | 18 / 412            | 5,3   | 9 / 176  | Opposition (2012-2014), Ponta III (2014), opposition (2014-2015), soutien externe (2015-2017)  |
| 2016  | 435 969             | 6,2                 | 21 / 329            | 6,2   | 9 / 136  | Soutien externe (2017-2019), opposition (2019), soutien externe (2019-2020), opposition (2020) |
| 2020  | 339 030             | 5,76                | 21 / 330            | 5,91  | 9 / 136  | Cîțu (2020-2021), Ciucă (2021-2023), opposition (2023-2024)                                    |
| 2024  | 585 397             | 6,33                | 22 / 331            | 6,38  | 10 / 136 | Ciolacu II (2024-2025), Bolojan (depuis 2025)                                                  |

### Élections présidentielles
| Année | Candidat      | 1er tour | 1er tour |
| Année | Candidat      | Voix     | %        |
| ----- | ------------- | -------- | -------- |
| 1996  | György Frunda | 761 411  | 6,0 %    |
| 2000  | György Frunda | 696 989  | 6,2 %    |
| 2004  | Béla Markó    | 533 446  | 5,1 %    |
| 2009  | Hunor Kelemen | 372 761  | 3,8 %    |
| 2014  | Hunor Kelemen | 329 727  | 3,5 %    |
| 2019  | Hunor Kelemen | 357 014  | 3,9 %    |

### Élections européennes
| Année | Voix | Mandats | Rang | Tête de liste | Groupe |
| ----- | ---- | ------- | ---- | ------------- | ------ |
| 2007  | 5,5  | 2 / 35  | 5e   | György Frunda | PPE    |
| 2009  | 8,9  | 3 / 33  | 4e   | László Tőkés  | PPE    |
| 2014  | 6,3  | 2 / 32  | 5e   | Iuliu Winkler | PPE    |
| 2019  | 5,4  | 2 / 33  | 6e   | Iuliu Winkler | PPE    |
| 2024  | 6,48 | 2 / 33  | 4e   | Iuliu Winkler | PPE    |

### Élections dans les județe
| Année | Voix    | %    | Conseillers | Présidents |
| ----- | ------- | ---- | ----------- | ---------- |
| 1996  | 602 561 | 7,05 | 133 / 1642  | 6 / 41     |
| 2000  | 512 413 | 6,27 | 91 / 1718   | 4 / 41     |
| 2004  | 513 165 | 5,67 | 112 / 1436  | 5 / 41     |
| 2008  | 429 329 | 5,13 | 89 / 1393   | 4 / 41     |
| 2012  | 491 864 | 5,07 | 88 / 1393   | 2 / 41     |
| 2016  | 390 321 | 4,66 | 95 / 1436   | 5 / 41     |
| 2020  |         |      |             | 4 / 41     |
| 2024  |         |      |             | 4 / 41     |

### Élections municipales
Lors des élections municipales de 1996, elle a fait élire 121 maires, 133 conseillers de districts et 2 409 conseillers municipaux. En juin 2004, l'UDMR a remporté 38 mairies sur 1828 et a totalisé 126 769 voix. En perte de vitesse, l'UDMR subit depuis 2008 la concurrence du Parti civique magyar dans la représentation des minorités magyares de Roumanie.